# Monteiasi
Monteiasi es una localidad y comune italiana de la provincia de Tarento, región de Apulia, con 5.482 habitantes.

## Evolución demográfica
| Gráfica de evolución demográfica de Monteiasi entre 1861 y 2001 |
|                                                                 |
| Fuente ISTAT - elaboración gráfica de Wikipedia                 |